# Geschichtsverein
Geschichtsvereine, die bei gleichem oder ähnlichem Ziel auch als Historische Vereine oder Historische Gesellschaften firmieren, dienen dem Zweck, die Heimat-, Regional- oder Landesgeschichte zu erschließen und durch Veröffentlichungen, Tagungen und andere Aktivitäten die Kenntnis dieser Geschichte und das Interesse an ihr zu fördern. Mit den Geschichtsvereinen eng verbunden und zum Teil in ihnen aufgegangen sind die Altertumsvereine, die sich besonders der Denkmalpflege und der Beschreibung, Erhaltung und Ausstellung lokaler Sammlungen und Kulturgüter widmen.
Von den Geschichts- und Altertumsvereinen zu unterscheiden sind die Geschichtswerkstätten, die seit den 1970er Jahren entstanden und den Schwerpunkt in der Regel auf die jüngere Alltagsgeschichte von regional kleineren Einheiten wie Stadtteilen legen.

## Geschichte
Geschichts- und Altertumsvereine entstanden seit dem frühen 19. Jahrhundert. Zu den frühen Gründungen gehören der 1805 begründete Verein für Geschichte und Naturgeschichte der Baar sowie der 1812 gegründete Verein für Nassauische Altertumskunde und Geschichtsforschung in Wiesbaden. Es folgten 1819 der Thüringisch-Sächsische Geschichtsverein, 1825 im Königreich Sachsen der Königlich sächsische Vereins zur Erforschung und Erhaltung vaterländischer Alterthümer, 1826 der Anhaltische Geschichtsverein und dann der Historische Verein für Oberfranken. Er wurde 1827 unter dem Namen Verein für Bayreuthische Geschichte und Alterthumskunde, Geographie und Statistik des Obermainkreises gegründet.
Sie sind in Deutschland seit 1852 mit den Historischen Kommissionen sowie landesgeschichtlichen Instituten und Arbeitskreisen unter dem Dach des Gesamtvereins der deutschen Geschichts- und Altertumsvereine zusammengeschlossen. Gründungszweck des Gesamtvereins war es, durch Zusammenschluss der Geschichtsträger in den damals stark zersplitterten Territorien, den Landschaften und Städten die Einheit der deutschen Geschichte in der Vielfalt zu betonen und damit die landes- und regionalgeschichtliche und auch lokale Forschung anzuregen. In seiner Zeitschrift Blätter für deutsche Landesgeschichte gibt der Gesamtverein jährlich einen wissenschaftlichen Überblick durch Sammelberichte und Rezensionen und behandelt darüber hinaus in wissenschaftlichen Aufsätzen Schwerpunktthemen landes- und regionalgeschichtlicher Forschung. Seit 1968 veranstaltet er den Tag der Landesgeschichte, der sich speziellen Forschungsfragen widmet und dem Erfahrungsaustausch der Landeshistoriker in den Mitgliedsvereinen und an den Universitäten gilt. Im Bereich der Quelleneditionen hat sich der Gesamtverein um die notwendige Vereinheitlichung bemüht. Die von Walter Heinemeyer im Auftrag des Gesamtvereins erarbeiteten Editionsgrundsätze für Urkunden, mittelalterliche Amtsbücher und Quellen zur neueren deutschen Geschichte sind heute fester Bestandteil der geschichtswissenschaftlichen Praxis. Daneben erhält die Vermittlung der Forschungsergebnisse an eine breitere Bevölkerung zunehmend stärkere Bedeutung, um damit das Bewusstsein der Bürger für landes- und regionalgeschichtliche Bezüge zu fördern und die geistige Grundlage für das föderalistische System in Deutschland zu erhalten. Der Gesamtverein wirkt als Sprecher seiner über 200 Mitgliedsvereine, etwa bei der Begutachtung der Archivgesetze der Bundesrepublik und der einzelnen Bundesländern oder bei der Stellungnahme zum Berliner Historischen Museum. Er pflegt zahlreiche Kontakte zu staatlichen Organen und Institutionen im Inland und Ausland. Der Gesamtverein ist als Koordinator landesgeschichtlicher Forschung und Vereinsarbeit tätig, bildet ein Forum des fachlichen Austausches, regt Projekte an und vertritt die Interessen seiner Mitglieder gegenüber Politik und Verwaltung.

## Deutschland

### Baden
Der Altertumsverein für das Großherzogtum Baden war ein 1844 in Baden-Baden gegründeter Altertumsverein für das Großherzogtum Baden, der bis 1858 aktiv war.
Der Verein für Geschichte und Naturgeschichte der Baar e. V., (Baarverein) mit Sitz in Donaueschingen wurde im Jahre 1805 gegründet und gilt als die älteste landeskundliche Vereinigung Deutschlands. 1842 schloss er sich dem Altertumsverein für das Großherzogtum Baden als Filialverein an. Er existierte aber eigenständig weiter, nachdem der Altertumsverein seine Aktivität einstellte.
Der 1909 gegründete Landesverein Badische Heimat hat als Arbeitsgebiet u. a. auch die Förderung der Regional- und Landesgeschichte. Die in den 1920er Jahren angestrebte Funktion als Dachorganisation der Geschichtsvereine konnte nicht erreicht werden. Heute existieren die Regionalgruppen des Vereins neben den örtlichen und regionalen Geschichtsvereinen.

### Bayern
In Bayern sind die Vereine auch im Verband bayerischer Geschichtsvereine organisiert. Er wurde am 24. November 1906 in Nürnberg als ein Zusammenschluss von 32 historischen und prähistorischen Vereinen in Bayern gegründet. Heute gehören dem Verband über 200 Geschichts-, Heimat-, Landes- und Volkskundevereine an, die sich die Erforschung und Vermittlung der Heimat-, Regional- und Landesgeschichte einschließlich der Landes- und Volkskunde zum Ziel gesetzt haben.
Die beispielsweise in Unterfranken bestandenen Vereine Freunde mainfränkischer Kunst und Geschichte e. V., Historischer Verein von Unterfranken und Aschaffenburg (bzw. Historischer Verein von Mainfranken, gegründet 1831), Mainfränkischer Kunst- und Altertumsverein (gegründet 1893) und Mainfrankischer Kunstverein (gegründet 1841) waren Vorläuferorganisationen des 1948 gegründeten Vereins Freunde Mainfränkischer Kunst.

### Berlin
Der älteste Geschichtsverein der Bundeshauptstadt ist der Verein für die Geschichte Berlins e. V., der 1865 gegründet wurde. Er hat sich vor allem durch seine Schriftenreihen ein hohes Renommee erarbeitet. Einige seiner bekanntesten Mitglieder sind bzw. waren Willy Brandt, Alfred Döblin, Theodor Fontane, Ernst Friedel, Friedrich Meinecke, Adolf Menzel, Axel Springer, Heinrich von Sybel und Richard von Weizsäcker.

### Brandenburg
Die Landesgeschichtliche Vereinigung für die Mark Brandenburg wurde 1884 gegründet.

### Bremen
In Bremen wird die Aufgabe eines Geschichtsvereins seit 1861/1862 durch die Historische Gesellschaft Bremen wahrgenommen.

### Hamburg
Der hamburgische Geschichtsverein nennt sich Verein für Hamburgische Geschichte. Er wurde am 9. April 1839 gegründet und bemüht sich seither um die hamburgische Geschichtsforschung und darum, breiten Kreisen die Erkenntnisse über die Geschichte Hamburgs näherzubringen. Der Verein für Hamburgische Geschichte übernimmt darüber hinaus in Hamburg die Aufgaben einer Historischen Kommission für Landesgeschichte.

### Hessen
Der Verein für hessische Geschichte und Landeskunde („VHG“) gehört zu den ältesten und größten Geschichtsvereinen Deutschlands. Er ist Mitglied des 1852 von ihm mitbegründeten Gesamtvereins der deutschen Geschichts- und Altertumsvereine. Mit Sitz in Kassel widmet er sich schwerpunktmäßig den Gebieten des ehemaligen Kurfürstentums Hessen(-Kassel). Im Bereich des Großherzogtums Hessen(-Darmstadt) wurde 1833 der Historische Verein für Hessen gegründet, zunächst als Historischer Verein für das Großherzogthum Hessen.

### Mecklenburg
Der Verein für mecklenburgische Geschichte und Altertumskunde wurde am 17. Januar 1835 in Schwerin gegründet.

### Niedersachsen
Der Braunschweigische Geschichtsverein wurde am 6. Mai 1901 als „Geschichtsverein für das Herzogtum Braunschweig“ gegründet und zählt heute über 550 Mitglieder. Ziel des Vereins ist die Förderung des historischen Bewusstseins und einer regionalen Identität der heutigen Region zwischen Harz und Heide und Harz und Weser.
Der Harz-Verein für Geschichte und Altertumskunde e. V. ist ein seit 1868 bestehender länderübergreifender Geschichtsverein für ein deutsches Mittelgebirge, den Harz. Sein Sitz ist Braunschweig. Die Geschäftsstelle ist auf Schloss Wernigerode ansässig.
Für das Gebiet des ehemaligen Regierungsbezirkes Osnabrück existiert der 1847 gegründete Verein für Geschichte und Landeskunde von Osnabrück.

### Nordrhein-Westfalen
Der Verein für Geschichte und Altertumskunde Westfalens besteht aus zwei Abteilungen. Der ältere Teilverein hat seinen Sitz in Paderborn und wurde 1824 auf Initiative des Domkapitulars Ignaz Meyer gegründet. Seinen Schwesterverein, den Verein für Geschichte und Altertumskunde Westfalens, Abt. Münster, gibt es seit 1825; zusammen bringen die Vereine seit 1837 die Westfälische Zeitschrift heraus.
Die Historische Kommission für Westfalen wurde im Jahre 1896 vom Verein für Geschichte und Altertumskunde Westfalens gegründet. Sie übernahm die Fortführung der wissenschaftlichen Arbeiten, darunter die Herausgabe des Westfälischen Urkundenbuches. 1914 wurde die Kommission als Verein eingetragen und rechtlich selbstständig, organisatorisch wurde sie 1921 beim Provinzialverband der Provinz Westfalen angesiedelt, aus dem in der Nachkriegszeit der Landschaftsverband Westfalen-Lippe hervorging.
Seit 1869 besteht der Bergische Geschichtsverein und seit 1879 besteht der Aachener Geschichtsverein.
Der Eschweiler Geschichtsverein wurde 1974 neu gegründet, nachdem der erste Geschichtsverein der Stadt von 1920 den Zweiten Weltkrieg nicht überstanden hatte. Erst am 29. April 1974 fand die Neugründung im Hotel St. Peter in der Schnellengasse statt. Es trugen sich 63 Damen und Herren in die Gründerliste ein. Heute zählt der Verein ca. 1.050 Mitglieder und ist somit der größte Verein der Stadt Eschweiler.

### Rheinland-Pfalz
Nach verschiedenen Vorläufervereinen gründete sich 1869 der Historische Verein der Pfalz neu.

### Saarland
Der Historische Verein für die Saargegend wurde 1839 unter dem Namen Historisch-antiquarischer Verein für die Städte Saarbrücken und St. Johann und deren Umgebung gegründet.

### Sachsen
Der Sächsische Altertumsverein wurde 1824 durch den sächsischen König Friedrich August gestiftet und am 3. März 1837 offiziell bestätigt. Seine Gründung ging auf einen Aufruf von Karl August Böttiger in der Dresdner Abend-Zeitung vom 25. Oktober 1819 zurück.

### Sachsen-Anhalt
Der Verein für Anhaltische Landeskunde wurde am Samstag, den 28. April 1990 mit Sitz in Köthen gegründet und versteht sich als Nachfolger des Vereins für Anhaltische Geschichte und Altertumskunde (gegründet 1875) und des Vereins für Anhaltische Landeskunde (gegründet 1890).
Bereits 1815 ergab sich in der damals neu geschaffenen preußischen Provinz Sachsen die Frage nach der regionalen sowie auch der nationalen Identität. Daraufhin wurden am Dienstag, den 20. Juli 1819 in Bilzingsleben der „Verein für Erforschung des vaterländischen Altertums in Kunst und Geschichte“ (der sog. „Unstrutverein“) und am Sonntag, den 3. Oktober 1819 auf Burg Saaleck der „Verein zur Erforschung vaterländischer Geschichte und Altertümer“ (der sog. „Naumburger Verein“) gegründet.
Am Samstag, den 30. Oktober bzw. im November 1819 fusionierten diese beiden Vereine in Schulpforta (Saale) zum Thüringisch-Sächsischen Geschichtsverein. Dieser erhielt am Dienstag, den 4. April 1820 in Naumburg (Saale) seine Statuten.
1823 verlegte der Thüringisch-Sächsische Geschichtsverein aus Zweckmäßigkeitsgründen seinen Sitz nach Halle (Saale) und wurde dabei der dortigen „(Königlichen) Vereinigten Friedrichs-Universität Halle-Wittenberg“ angegliedert, welche durch Verschmelzung der preußischen Friedrichs-Universität Halle von 1694 mit der alten sächsischen Leucorea Wittenberg von 1502 am Samstag, den 12. April 1817 entstanden war.
Angeregt durch diese Entwicklung gründeten sich 1824 im Königreich Sachsen der Königlich sächsische Verein zur Erforschung und Erhaltung vaterländischer Alterthümer unter dem obersten Direktorium des Kronprinzen Johann und am Sonntag, den 24. März 1826 im ehemaligen Residenzschloss in Bernburg (Saale) der (Herzogliche) Anhaltische Geschichtsverein unter dem obersten Direktorium des Erbprinzen Alexander Carl von Anhalt-Bernburg und der Leitung des Majors von Sonnenberg.

### Schleswig-Holstein
Der Heimatbund und Geschichtsverein Herzogtum Lauenburg e. V. wurde 1949 als Fusion zweier bis dato selbständiger Vereine (Verein für die Geschichte des Herzogtums Lauenburg, gegründet 1883, und Heimatbund Herzogtum Lauenburg, gegründet 1925) gebildet und ist die älteste und mitgliederstärkste Kulturvereinigung im historischen Elbherzogtum. Er ist in sieben Bezirksgruppen untergliedert und widmet sich der Aufarbeitung und Darstellung der Regionalgeschichte sowie der Pflege der niederdeutschen Sprache, der Denkmalpflege und dem Umweltschutz. Er gibt die Zeitschrift Lauenburgische Heimat heraus.

### Thüringen
Der Verein für Thüringische Geschichte wurde am 2. Januar 1852 als Verein für Thüringische Geschichte und Alterthumskunde an der Universität Jena gegründet.

### Württemberg
Der Württembergische Geschichts- und Altertumsverein e. V. (Stuttgart) wurde 1843 gegründet. Zu den ältesten Vereinen in (Baden-)Württemberg zählt u. a. der Sülchgauer Altertumsverein, der 1852 in der Römer- und Bischofsstadt Rottenburg am Neckar gegründet wurde. Der Verband der württembergischen Geschichts- und Altertumsvereine wurde 1927 als loser Zusammenschluss der Geschichtsvereine in Württemberg gegründet.

## Österreich
In Österreich ist seit 1949 die übergreifende Vereinigung der Verband österreichischer Historiker und Geschichtsvereine, und es existiert pro Bundesland ein Geschichtsverein, der jeweils an das Landesarchiv (Wien, Niederösterreich, Steiermark, Kärnten), Landesmuseum (Vorarlberg, Tirol, Oberösterreich) oder landeskundliche Institut (Niederösterreich) angebunden ist. Daneben existieren zahlreiche Vereine, die sich der Erforschung einzelner Regionen, Phänomene oder Fundstellen widmen
Landesvereine
- Geschichtsverein für Kärnten
- Gesellschaft für Salzburger Landeskunde
- Historischer Verein für Steiermark
- Verein für Geschichte der Stadt Wien

## Schweiz
Die Antiquarische Gesellschaft in Zürich wurde 1832 gegründet und ist damit die älteste bestehende kantonale historische Gesellschaft der Schweiz. Es existiert in fast allen Kantonen ein kantonaler Geschichtsverein, so etwa der Historische Verein des Kantons Schwyz, in den zweisprachigen Kantonen sind es teilweise sogar zwei. Zudem bestehen weitere Vereine in Städten und Regionen.
Die Schweizerische Gesellschaft für Geschichte ist der Dachverband der Schweizer Historiker dem auch Geschichtsvereine beitreten können.

## Liechtenstein
Der Historische Verein für das Fürstentum Liechtenstein wurde im Jahr 1901 gegründet. Seither gab er jedes Jahr einen Band des Historischen Jahrbuches heraus. Das Jahrbuch enthält nicht nur Beiträge zur älteren und neueren liechtensteinischen Geschichte, sondern stellt z. B. auch archäologische Funde dar. Überdies widmet es sich auch Themen der Volks- und Naturkunde und der in Liechtenstein gesprochenen Sprachen (Alemannisch und Walserdeutsch).
Seit vielen Jahren betreibt der Historische Verein für das Fürstentum Liechtenstein einen eigenen Verlag. Der Verein war Initiator des im Jahr 2013 herausgegebenen zweibändigen Historischen Lexikons des Fürstentums Liechtenstein. Regelmäßig veranstaltet der Verein Exkursionen in Liechtenstein sowie im angrenzenden Ausland und lädt zu öffentlichen Vorträgen ein.

## United Kingdom und Commonwealth of Nations
Im englischsprachigen Raum, vor allem im Vereinigten Königreich gibt es eine Reihe historischer Gesellschaften. Die historischen Gesellschaften bestehen größtenteils aus Gelehrten und schließen sich staatlichen Institutionen oder Universitäten an.
Bekannte historische Gesellschaften:
- Royal Historical Society
- Royal Australian Historical Society[13]